# Henry Gibson

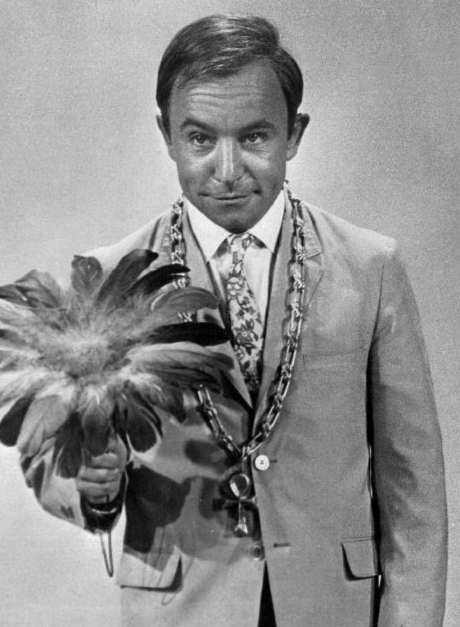
Henry Gibson (1969)

Henry Gibson (* 21. September 1935 in Germantown, Pennsylvania; † 14. September 2009 in Malibu, Kalifornien; eigentlich James Bateman) war ein US-amerikanischer Schauspieler. In den USA wurde er insbesondere durch seine regelmäßigen Auftritte in der Sketch-Comedy-Reihe Rowan and Martin’s Laugh-In Ende der 1960er Jahre bekannt.

## Leben und Werk
Gibson wurde als James Bateman, Sohn von Dorothy (geborene Cassidy) und Edmund Albert Bateman, geboren. In Washington, D.C. besuchte und absolvierte er das Fach Drama an der Catholic University of America. Während der 1950er Jahre diente er als Nachrichtenoffizier in der United States Air Force. Während derselben Zeit entwickelte er ein Werk, in dem er einen Dichter mit Südstaatenakzent porträtierte. In dieser Periode nahm er seinen Bühnennamen Henry Gibson an, in Anlehnung an den Namen des norwegischen Dichters Henrik Ibsen.
Erste schauspielerische Erfahrung machte Gibson bereits während der Kindheit in den 1940er Jahren auf der Bühne. Seine Filmkarriere begann in dem Film Der verrückte Professor von Jerry Lewis, gefolgt von Auftritten in einzelnen Episoden verschiedener Serien. Bei einem Auftritt in der Dick Van Dyke Show trug er das Gedicht Keep A Goin’ vor, aus dem er später ein Lied für den Film Nashville machte. Für seine Rolle des kriecherischen Country-Musikers in diesem Film wurde er mit dem NSFC-Award ausgezeichnet und für weitere Filmpreise nominiert.
Seinen Durchbruch hatte Gibson jedoch mit seinen Auftritten in der Sketch-Comedy-Show Rowan and Martin’s Laugh-In, in der er drei Jahre lang regelmäßig zu sehen war. Eine seiner Schlüsselrollen war dabei „der Dichter“, als der er häufig Gedichte mit scharfzüngig-satirischen oder politischen Inhalten vortrug. Diese Auftritte folgten einem festen, einfachen Schema von unverwechselbarem Stil. Regelmäßig verkörperte er auch in dem Show-Segment „Cocktail Party“ einen katholischen Priester, der ein Schlückchen Tee zu sich nimmt, während des Absetzens der Tasse mit ernstem, trockenen Kommentar einen Einzeiler rezitiert, um schließlich wieder ein Schlückchen Tee zu trinken.
Dem internationalen Publikum ist Gibson mit seinen recht markanten Gesichtszügen vor allem durch zwei seiner Spielfilmrollen bekannt. Dies sind zum einen die Komödie Meine teuflischen Nachbarn, in der er 1989 die Hauptschurkenrolle spielte, sowie zum anderen der Kultfilm Blues Brothers von John Landis aus dem Jahr 1980, in dem er den Anführer der „Illinois Nazis“ verkörperte. Sein Filmwerk umfasste weit über hundert Rollen, wobei er häufig in Fernsehserien, aber auch als Synchronsprecher in Animationsfilmen tätig war, wie zum Beispiel als das Schwein Wilbur in dem Kinderfilm Zuckermanns Farm – Wilbur im Glück aus dem Jahr 1973.
Henry Gibson wurde 1975 mit dem NSFC Award ausgezeichnet in der Kategorie Bester Nebendarsteller für seine Rolle in Nashville. Nominiert war er 1976 in derselben Kategorie auch für den Golden Globe sowie zusammen mit anderen für den Grammy in der Kategorie Bester Soundtrack. Eine weitere Nominierung als Bester Nebendarsteller erhielt Gibson für 1971 seine Arbeit in der Comedy-Show Rowan and Martin’s Laugh-In.
Henry Gibson heiratete im April 1966 Lois Joan Geiger, mit der er bis zu ihrem Tod im Mai 2007 verheiratet war. Aus ihrer Ehe gingen drei Söhne hervor. Sein Sohn Charles Gibson wurde sowohl 1996 als auch 2007 in der Kategorie Beste Visuelle Effekte mit dem Oscar ausgezeichnet. Ein weiterer Sohn, James Gibson, ist als Drehbuchautor und Schriftsteller tätig. Jon Gibson, Gibsons dritter Sohn, arbeitet heute in der Finanzabteilung von Universal Pictures.
Eine Woche vor seinem 74. Geburtstag verstarb Henry Gibson zu Hause an Krebs. Er wurde auf dem Westwood Village Memorial Park Cemetery in Los Angeles beerdigt.

## Filmografie (Auswahl)
- 1963: Der verrückte Professor (The Nutty Professor)
- 1963: 77 Sunset Strip (Fernsehserie, 1 Folge)
- 1964: Mein Onkel vom Mars (My Favorite Martian, Fernsehserie, 1 Folge)
- 1964: Küss mich, Dummkopf (Kiss Me, Stupid)
- 1964: The Outlaws Is Coming
- 1966: The Dick Van Dyke Show (Fernsehserie, 1 Folge)
- 1967–1971: Rowan & Martin’s Laugh-In (Sketchshow, 75 Folgen)
- 1968: Tschitti Tschitti Bäng Bäng (Chitty Chitty Bang Bang)
- 1968/1970: Verliebt in eine Hexe (Bewitched, Fernsehserie, 2 Folgen)
- 1969–1973: Wo die Liebe hinfällt (Love American Style, Fernsehserie, 5 Folgen)
- 1972: Evil Roy Slade (Fernsehfilm)
- 1973: Zuckermanns Farm – Wilbur im Glück (Charlotte’s Web, Stimme)
- 1973: Der Tod kennt keine Wiederkehr (The Long Goodbye)
- 1975: Nashville
- 1975: Ein Sheriff in New York (McCloud, Fernsehserie, 1 Folge)
- 1975/1978: Wonder Woman (Fernsehserie, 2 Folgen)
- 1977: Drei Fremdenlegionäre (The Last Remake of Beau Geste)
- 1977: Kentucky Fried Movie (The Kentucky Fried Movie)
- 1978: Fantasy Island (Fernsehserie, 1 Folge)
- 1979: Ein perfektes Paar (A Perfect Couple)
- 1980: Ein Duke kommt selten allein (The Dukes of Hazzard, Fernsehserie, 1 Folge)
- 1980: Blues Brothers (The Blues Brothers)
- 1980: Der Gesundheits-Kongress (Health)
- 1980: Geheimcode Chaos (For the Love of It, Fernsehfilm)
- 1981: Die unglaubliche Geschichte der Mrs. K. (The Incredible Shrinking Woman)
- 1981: Tulips
- 1981/1984: Ein Colt für alle Fälle (The Fall Guy, Fernsehserie, 2 Folgen)
- 1982: Magnum (Magnum, P.I., Fernsehserie, 1 Folge)
- 1982: Simon & Simon (Fernsehserie, 1 Folge)
- 1982: Love Boat (The Love Boat, Fernsehserie, 1 Folge)
- 1983: Quincy (Quincy, M.E., Fernsehserie, Folge Mord im Schnee)
- 1983: Die schrillen Vier auf Achse (National Lampoon’s Vacation)
- 1984: High School U.S.A. (Fernsehfilm)
- 1984: Mode, Models und Intrigen (Cover Up, Fernsehserie, 1 Folge)
- 1986: Knight Rider (Fernsehserie, Folge Der geheimnisvolle Ohrclip)
- 1986: Überfall im Wandschrank (Monster in the Closet)
- 1986: Galaxy High School (Fernsehserie, 13 Folgen, Stimme)
- 1987: Die Reise ins Ich (Innerspace)
- 1988: Eine Frau steht ihren Mann (Switching Channels)
- 1988/1992: Mord ist ihr Hobby (Murder, She Wrote, Fernsehserie, 2 Folgen)
- 1989: Meine teuflischen Nachbarn (The ’Burbs)
- 1989: In 80 Tagen um die Welt (Around the World in 80 Days, Miniserie, 3 Folgen)
- 1989: Brenda Starr
- 1989: Wer den Teufel ruft... (Night Visitor)
- 1990: Zoff in Hooterville (Return to Green Acres, Fernsehfilm)
- 1990: Gremlins 2 – Die Rückkehr der kleinen Monster (Gremlins 2: The New Batch)
- 1990: Julia und ihre Liebhaber (Tune in Tomorrow)
- 1990/1991: MacGyver (Fernsehserie, 2 Folgen: Folgen 6x07 & 7x09)
- 1991: Daddy schafft uns alle (Evening Shade, Fernsehserie, 1 Folge)
- 1992: Geschichten aus der Gruft (Tales from the Crypt, Fernsehserie, 1 Folge)
- 1992: Tom & Jerry – Der Film (Tom and Jerry: The Movie, Stimme)
- 1993: Ein Strauß Töchter (Sisters, Fernsehserie, 2 Folgen)
- 1995: Die Flucht zum Hexenberg (Escape to Witch Mountain, Fernsehfilm)
- 1995: Nachtschicht mit John (The John Larroquette Show, Fernsehserie, 1 Folge)
- 1995–1997: Aaahh!!! Monster (Aaahh!!! Real Monsters, Fernsehserie, 4 Folgen, Stimme)
- 1996: Bud & Doyle: Total bio. Garantiert schädlich (Bio-Dome)
- 1996: Color of a Brisk and Leaping Day
- 1996: Verrückt nach dir (Mad About You, Fernsehserie, 1 Folge)
- 1996: Schatten der Schuld (Mother Night, Stimme)
- 1997–1999: Sabrina – Total Verhext! (Sabrina, the Teenage Witch, Fernsehserie, 4 Folgen)
- 1998: Star Trek: Deep Space Nine (Fernsehserie, 1 Folge)
- 1999: Providence (Fernsehserie, 1 Folge)
- 1999: Magnolia
- 1999–2004: Rocket Power (Fernsehserie, 25 Folgen, Stimme)
- 2001: Das Glück der Iren (Luck of the Irish, Fernsehfilm)
- 2002: Stargate – Kommando SG-1 (Stargate SG-1, Fernsehserie, 1 Folge)
- 2002: She Spies – Drei Ladies Undercover (She Spies, Fernsehserie, 1 Folge)
- 2003: Charmed – Zauberhafte Hexen (Charmed, Fernsehserie, Folge San Francisco träumt)
- 2003: The Guardian – Retter mit Herz (The Guardian, Fernsehserie, 1 Folge)
- 2004: Never Die Alone
- 2004: Malcolm mittendrin (Malcolm in the Middle, Fernsehserie, Folge 6x05)
- 2004–2008: Boston Legal (Fernsehserie, 24 Folgen)
- 2005: Die Hochzeits-Crasher (Wedding Crashers)
- 2005–2008: King of the Hill (Fernsehserie, 7 Folgen, Stimme)
- 2006: Trapped Ashes
- 2007: Big Stan